# Mueller device
Mueller device sau dispozitivul Mueller era o invenție misterioasă, în serialul Alias. De obicei, arăta ca o armătură în formă de cârlig, care levita o sferă roși-portcalie umplută cu un lichid. A fost numit după Oskar Mueller, un alchimist care a fost bănuit că l-ar fi inventat; mai târziu s-a descoperit că dispozitivul a fost inventat de Milo Rambaldi. Din informațiile din serial, reiese că acest dispozitiv funcționează prin conținerea unui lichid comprimat într-o sferă de ionizare, care poate modifica substanțele pe care le conține. 
Dispozitivul apare pentru prima dată chiar în primul episod al primului sezon. Primul dispozitiv este mic și portabil, ușor de transportat de o singură persoană. Sydney a furat un dispozitiv Mueller, pentru a i-l da lui Arvin Sloane, cu scopul de a-și dovedi loialitatea ei față de SD-6. Când Sydney îndepărtează dipozitivul de la sursa de putere, sfera care levita se sparge și se scurge în ceea ce pare a fi apă normală. 
Dispozitivul mai apare în ultimul episod din sezonul întâi. Sydney și Michael Vaughn trebuiau să mergă în Taipei ca să-l distrugă, dar sunt surprinși de faptul că este mult mai mare decât primul. Ei reușesc să distrugă dispozitivul, iar din imensa sferă, din nou, curge ceva asemănător cu apa și inundă laboratorul. Sydney scapă, dar Vaughn este prins în laboratorul inundat, de unde reușește până la urmă să scape. 
Dispozitivul nu mai este văzut din nou până în sezonul 4. În episodul "Another Mister Sloane" echipa descoperă un alt dispozitiv de mari dimensiuni în Santiago, într-un laborator secret al unui impostor al lui Arvin Sloane, supranumit de APO "Arvin Clona". Componente pentru dispozitive de mici dimensiuni sunt, de asemenea, găsite. Deoarece nu este arătat ce s-a întâmplat cu acel dispozitiv și cu celelalte componenete, se presupune că APO le-a distrus. În același episod, "Arvin Clona" expune un alt dispozitiv de mici dimensiuni, care în episdodul "In Dreams...", este folosit pentru a afecta comportamentul unor albine, ale căror agresivitate a fost redusă. Dispozitivul le mărește agresivitatea, până când roiul de albine îi atacă și omoară pe câțiva călugări, care erau urmași ai lui Rambaldi. Nu nu știe ce s-a întâmplat după aceea cu acest dispozitiv. 
Dispozitivul își face o apariție finală în ultimele două episoade din sezonul 4. În "Search and Rescue" efectul dispozitivului este văzut pe o înregistrare video neprelucrată, care i-a fost trimisă lui Marshall Flinkman de la un prieten hacker din Moscova. Sfera era de o dimensiune impresionantă, cu mult mai mare decât cele văzute până atunci, a cărei dimensiune este estimată de Marshall a fi de peste șase blocuri în diametru. Acestă sferă gigantică plutea deasupra orașului Sovogda, Rusia. Ultimele momente ale episodului îi arată pe membrii echipei APO, care se parașutează în Sovogda, cu sfera uriașă ca fundal. În finalul sezonului, "Before The Flood", dispozitivul Mueller este dezactivat și aparent distrus de către enorma cantitate de apă pe care o conținea sfera. 
În aceste episoade este dezvăluită utilitatea dispozitivului Mueller. Când este activat, dispozitivul generează o frecvență care nu poate fi auzită, care este combinată cu anumite substanțe chimice (introduse în rezervele de apă din întreaga lume de către Sloane, sub acoperirea că făcea o muncă de caritate). Oricine care a consumat apa otrăvită este afectat de către frecvența emisă de dispozitiv. Cei infectați devin hiper-agresivi și foarte violenți, atacând în haite, iar în absența unor victime care nu au fost infectate, se atacă între ei. În plus, dacă dispozitivul nu este dezactivat cum trebuie, conținutul sferei va fi eliberat sub forma unor substanțe extrem de toxice. Pe baza afirmației făcută în sezonul 2, când Vaughn s-a îmbolnăvit din cauza expunerii la dispozitivul din Taipei, toxinele sunt de natură virală. 
În ultimul episod, un dispozitiv asemănător cu unul Mueller se află în relație cu un alt obiect al lui Rambaldi, "The Horizon"; totuși, mai multe lucrui indică faptul că acela nu era un dispozitiv Mueller. În primul rând, un lichid roșiatic se scurgea din sfera plutitoare în "The Horizon"; nici un dispozitiv Mueller nu a lăsat fluidul din interiorul sferei să se scurgă. În al doilea rând, când, sfera a fost spartă, s-a văzut că interiorul ei era umplut cu un lichid roșu; sfera oricărui dispozitiv Mueller era umplut cu apă. În al treilea rând, "The Horizon" (care nu era parte componentă din niciun dispozitiv Mueller) era situat pe o piatră și nu pe un dispozitiv de metal. În ultimul rând, lichidul din sferă a avut puterea de a oferi nemurirea, sau cel puțin vindecarea extrem de rapidă; niciun dispozitiv Mueller nu a avut această proprietate. 